# Chaos Dragon
Chaos Dragon (ケイオスドラゴン, Keiosu Doragon) est une franchise médiatique japonaise basée sur une partie du jeu de rôle Red Dragon jouée en 2011 par différentes personnalités de l'animation japonaise. Une série télévisée d'animation intitulée Chaos Dragon: Sekiryū Sen'eki (ケイオスドラゴン 赤竜戦役) produite par les studios Silver Link et Connect est diffusée à partir du 2 juillet 2015 sur Tokyo MX au Japon et en simulcast sur Wakanim dans les pays francophones. La franchise propose également un jeu de société intitulé Chaos Dragon: Haō shunjū et un jeu vidéo sur iOS et Android intitulé Chaos Dragon: Konton Senso.

## Synopsis
Le monde est tiraillé par la guerre que se livrent les nations de Donatia et Kôran. Entre ces deux puissances se trouve l'île de Nil Kamui, déchirée entre les deux puissances et ayant perdu protection de son gardien, le dragon rouge devenu fou. Dans ce chaos, cinq destins singuliers vont se croiser.
L'anime Chaos Dragon est basé sur une partie de jeu de rôle menée par les scénaristes Gen UROBUCHI (Puella Magi Madoka Magica) et Kinoko NASU (Fate/Stay night), l'écrivain Izuki KŌGYOKU, l'illustrateur Simadoriru et l'auteur Ryōgo NARITA (Durarara!!) sous la direction de Makoto SANDA (Rental Magica). Ce scénario épique est adapté par Shō AIKAWA (Fullmetal Alchemist) et Ukyō KODACHI (Boruto -Naruto the Movie-) et réalisé par Masato MATSUNE. Les studios SILVER LINK. (Yurikuma Arashi) et CONNECT (Alice in Borderland) assurent l'animation tandis que Hitoshi SAKIMOTO (Valkyria Chronicles) compose la bande son.

## Personnages
Ibuki
Voix japonaise : Marina Inoue
Eiha
Voix japonaise : Miyuki Sawashiro
Soirot Clasbari
Voix japonaise : Sōma Saitō
Rō Chenfa
Voix japonaise : Maaya Uchida
Kagraba
Voix japonaise : Unshō Ishizuka
Red Dragon
Voix japonaise : Hōchū Ōtsuka
Fugaku
Voix japonaise : Kenji Akabane
Hien
Voix japonaise : Takuya Eguchi
Agito
Voix japonaise : Kōichi Yamadera
Mashiro
Voix japonaise : Nozomi Furuki
Kai
Voix japonaise : Haruka Watanabe

## Production
En 2011, plusieurs personnalités de l'animation japonaise prennent part à un jeu de rôle nommé Red Dragon (レッド・ドラゴン). Sont présents Gen Urobuchi, Kinoko Nasu, Izuki Kōgyoku, Simadoriru, Ryōgo Narita, ainsi que Makoto Sanda en tant que maître de jeu de la partie. À partir de cette partie, une franchise intitulée Chaos Dragon voit le jour en 2015, avec la création d'une série télévisée d'animation, d'un jeu de société et d'un jeu vidéo sur iOS et Android.
La série d'animation est produite au sein des studios Silver Link et Connect avec une réalisation de Katsushi Ōta, un scénario de Ukyō Kodachi et Shō Aikawa, et des compositions de Hitoshi Sakimoto. Elle est diffusée initialement à partir du 2 juillet 2015 sur Tokyo MX au Japon et en simulcast sur Wakanim dans les pays francophones.

## Liste des épisodes
| No | Titre en français            | Titre original          | Date de 1re diffusion |
| -- | ---------------------------- | ----------------------- | --------------------- |
| 1  | Une mort pour plusieurs vies | 一殺多生 Issatsutashō   | 2 juillet 2015        |
| 2  | Antinomie                    | 二律背反 Niritsuhaihan  | 9 juillet 2015        |
| 3  | Trinité                      | 三位一体 Sanmiittai     | 16 juillet 2015       |
| 4  | Encerclé par l'ennemi        | 四面楚歌 Shimensoka     | 23 juillet 2015       |
| 5  | Au pied du mur               | 五里霧中 Gorimuchū      | 30 juillet 2015       |
| 6  | Vers l'au-delà               | 六道輪廻 Rokudōrin'ne   | 6 août 2015           |
| 7  | Jamais vaincu                | 七転八起 Shichitenhakki | 13 août 2015          |
| 8  | Sérénité parfaite            | 八面玲瓏 Hachimenreirō  | 20 août 2015          |
| 9  | Méandres                     | 九十九折 Tsudzuraori    | 27 août 2015          |
| 10 | Frôler la mort               | 十死一生 Jisshiisshō    | 3 septembre 2015      |
| 11 | La Cour des Miracles         | 百鬼夜行 Hyakkiyakō     | 10 septembre 2015     |
| 12 | Une opportunité en or        | 千載一遇 Senzaiichigū   | 17 septembre 2015     |